# Ĩ̍
Ĩ̍ (minuscule : ĩ̍), appelé I tilde ligne verticale, est une lettre latine utilisée dans l’orthographe standardisée des langues du Congo-Kinshasa dont le ngbaka minangende.
Elle est formée de la lettre I avec un tilde suscrit et une ligne verticale.

## Utilisation
En ngbaka minangende, le ‹ ĩ̍ › est utilisé dans les ouvrages linguistiques pour représenter la voyelle /i/ nasalisée avec un ton moyen ; la nasalisation est indiquée à l’aide du tilde, et le ton est indiqué à l’aide de la ligne verticale. Dans l’orthographe, le ton est habituellement indiqué uniquement lorsqu’il y a ambigüité.

## Représentations informatiques
Le I tilde ligne verticale peut être représenté avec les caractères Unicode suivants : 
- composé et normalisé NFC (latin étendu A, diacritiques) :

| formes    | représentations | chaînes de caractères | points de code | descriptions                                                        |
| --------- | --------------- | --------------------- | -------------- | ------------------------------------------------------------------- |
| capitale  | Ĩ̍               | Ĩ◌̍                    | U+0128 U+030D  | lettre majuscule latine i tilde diacritique ligne verticale en chef |
| minuscule | ĩ̍               | ĩ◌̍                    | U+0129 U+030D  | lettre minuscule latine i tilde diacritique ligne verticale en chef |

- décomposé et normalisé NFD (latin de base, diacritiques)[1],[2] :

| formes    | représentations | chaînes de caractères | points de code       | descriptions                                                                    |
| --------- | --------------- | --------------------- | -------------------- | ------------------------------------------------------------------------------- |
| capitale  | Ĩ̍               | I◌̃◌̍                   | U+0049 U+0303 U+030D | lettre majuscule latine i diacritique tilde diacritique ligne verticale en chef |
| minuscule | ĩ̍               | i◌̃◌̍                   | U+0069 U+0303 U+030D | lettre minuscule latine i diacritique tilde diacritique ligne verticale en chef |